# Beloiannisz

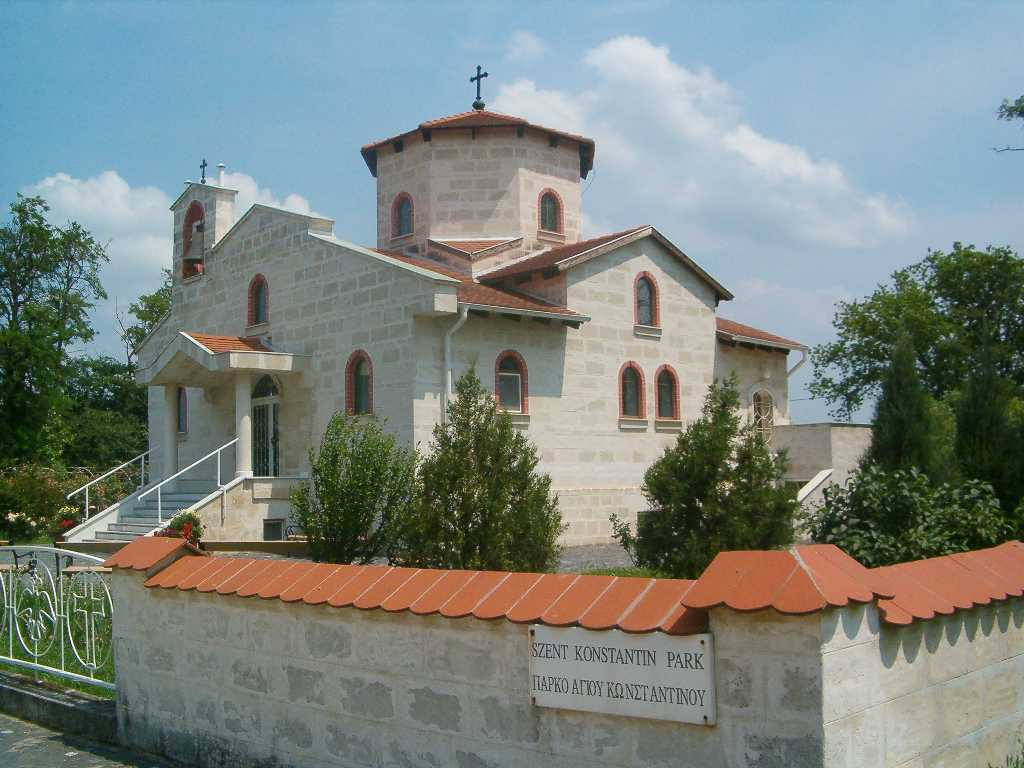
Den grekisk-ortodoxa kyrkan i Beloiannisz.

Beloiannisz (grekiska: Μπελογιάννης) är en ort (by) i provinsen Fejér i centrala Ungern. Orten har 979 invånare (2024), på en yta av 4,54 km². Den ligger cirka 38,5 kilometer sydväst om centrala Budapest.
Samhället grundades av grekiska kommunister och antifascister som tvingades fly från Grekland efter den monarkistiska sidans seger i det grekiska inbördeskriget. Samhället fick sitt namn av Nikos Beloyannis, en grekisk kommunist som avrättades för sin motståndskamp 1952 (Beloiannisz är den ungerska stavningen av namnet).

## Historia
Orten är en av de yngsta i provinsen, designen och konstruktionen påbörjades den 6 maj 1950. Beloiannisz byggdes av volontärer och på kort tid var 418 hus, en skola, ett dagis, ett bibliotek, en samhällshall, vårdcentral och centrum uppfört. Den 3 april 1952 tog samhället namnet efter den grekiska kommunisten Nikos Beloyannis. Under den tiden hade orten 1 850 invånare.
År 1954 återvände många greker till Grekland, men många av dem, speciellt de yngre, stannade kvar i Ungern. Idag arbetar majoriteten av invånarna i städerna Százhalombatta och Dunaújváros. Flera av de unga behåller sin grekiska identitet. Vid folkräkningen år 2011 uppgav 27,4 % av befolkningen att de var greker, 86,0 % kallade sig själva för ungrare, 1,0 % var tyskar och 12,7 % avstod från att svara.
Den grekisk-ortodoxa kyrkan i samhället byggdes år 1996.

## Geografi
Beloiannisz ligger nära Iváncsas järnvägsstation på järnvägslinjen mellan Budapest och Pusztaszabolcs. Det finns en kilometerlång asfalterad väg till samhället från vägen mellan Iváncsa och Besnyő. Flera bussar som kopplar samman Besnyő och Dunaújváros stannar i Beloiannisz, men järnvägen är den viktigaste transportlänken.